# Соперница
«Соперница» — комедия древнегреческого драматурга Менандра (конец IV — начало III века до н. э.), от которой сохранился только один короткий фрагмент, приведённый другим античным автором. Это реплика неизвестного персонажа: «Чудак, пусти! Зачем же молотить его?». О времени написания и сюжете пьесы ничего не известно.